# Leonard Hjelmman

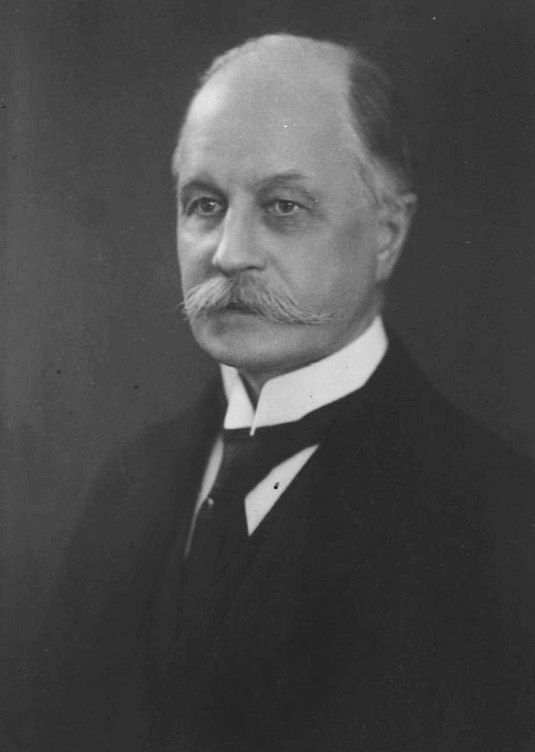
Leonard Hjelmman, 1931.

Alexander Leonard Hjelmman, född 22 juni 1869 i Rantasalmi, död 7 april 1952 i Helsingfors, var en finländsk matematiker och politiker.
Hjelmman blev diplomingenjör 1890 och filosofie kandidat 1900. Han blev 1894 lärare vid Polytekniska institutet, var 1908–1937 professor i deskriptiv och projektiv geometri vid Tekniska högskolan i Helsingfors och dess rektor 1919–1937. Han arbetade aktivt för att skapa bättre förutsättningar för den teknisk-vetenskapliga forskningen i landet.
Hjelmman var medlem av stadsfullmäktige i Helsingfors nästan utan avbrott 1917–1934 och 1926 försvarsminister (Samlingspartiet). Han utnämndes till teknologie hedersdoktor 1949.

## Utmärkelser
- Tre Stjärnors orden, första klass,  21 juni 1926[1]
- Kommendör av Nordstjärneorden[2]
- Storkorsriddare av Italienska kronorden[2]
- Storkorset av Finlands Vita Ros’ orden[2]

[Redigera Wikidata]